# Fodina pauliani
Fodina pauliani är en fjärilsart som beskrevs av Pierre E.L. Viette 1979. Fodina pauliani ingår i släktet Fodina och familjen nattflyn. Inga underarter finns listade i Catalogue of Life.